# Confinamiento por la pandemia de COVID-19 en el Reino Unido

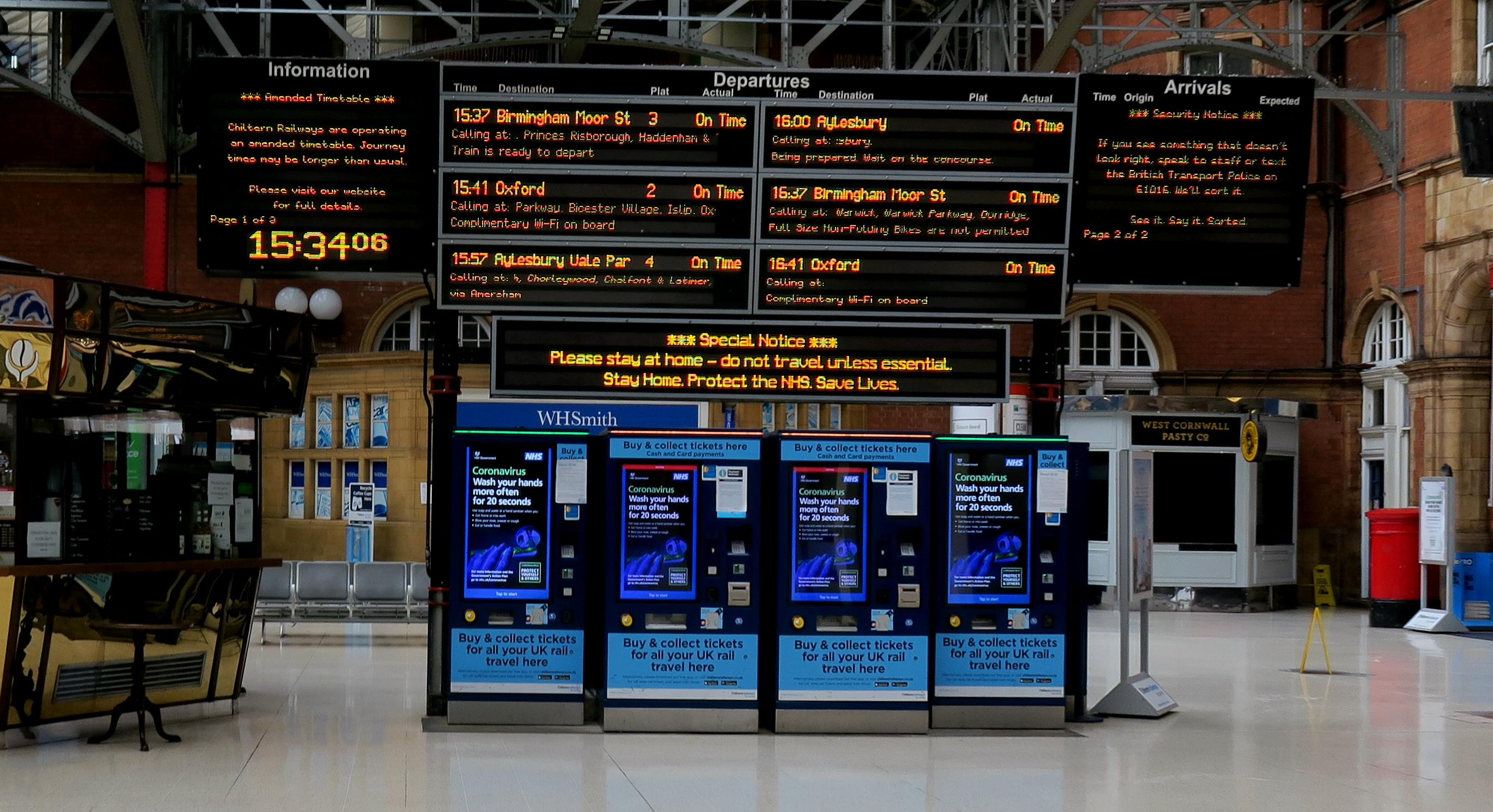
La estación de Marylebone en Londres durante el primer confinamiento nacional en abril de 2020

El confinamiento por la pandemia de COVID-19 en el Reino Unido fue una serie de órdenes de quedarse en casa introducidas por los gobiernos central y locales en respuesta a la pandemia de COVID-19.
El 23 de marzo de 2020, el primer ministro Boris Johnson anunció un confinamiento nacional para frenar el creciente brote de COVID-19. Esto implicó cerrar muchos sectores y ordenar al público quedarse en casa. Fue una extensión del consejo anterior de evitar todo contacto no esencial, que se emitió el 16 de marzo de 2020. Esta medida se fue levantando poco a poco, a partir de varias semanas después. Se introdujeron restricciones similares a finales de 2020 y principios de 2021 a medida que aumentaban las infecciones. Las restricciones se aplicaron en determinadas zonas, y luego a mayor escala, y difieren entre las cuatro nacjones del Reino Unido a los que está delegada la salud pública, siendo el gobierno central responsable de Inglaterra.

## Primer confinamiento a nivel nacional

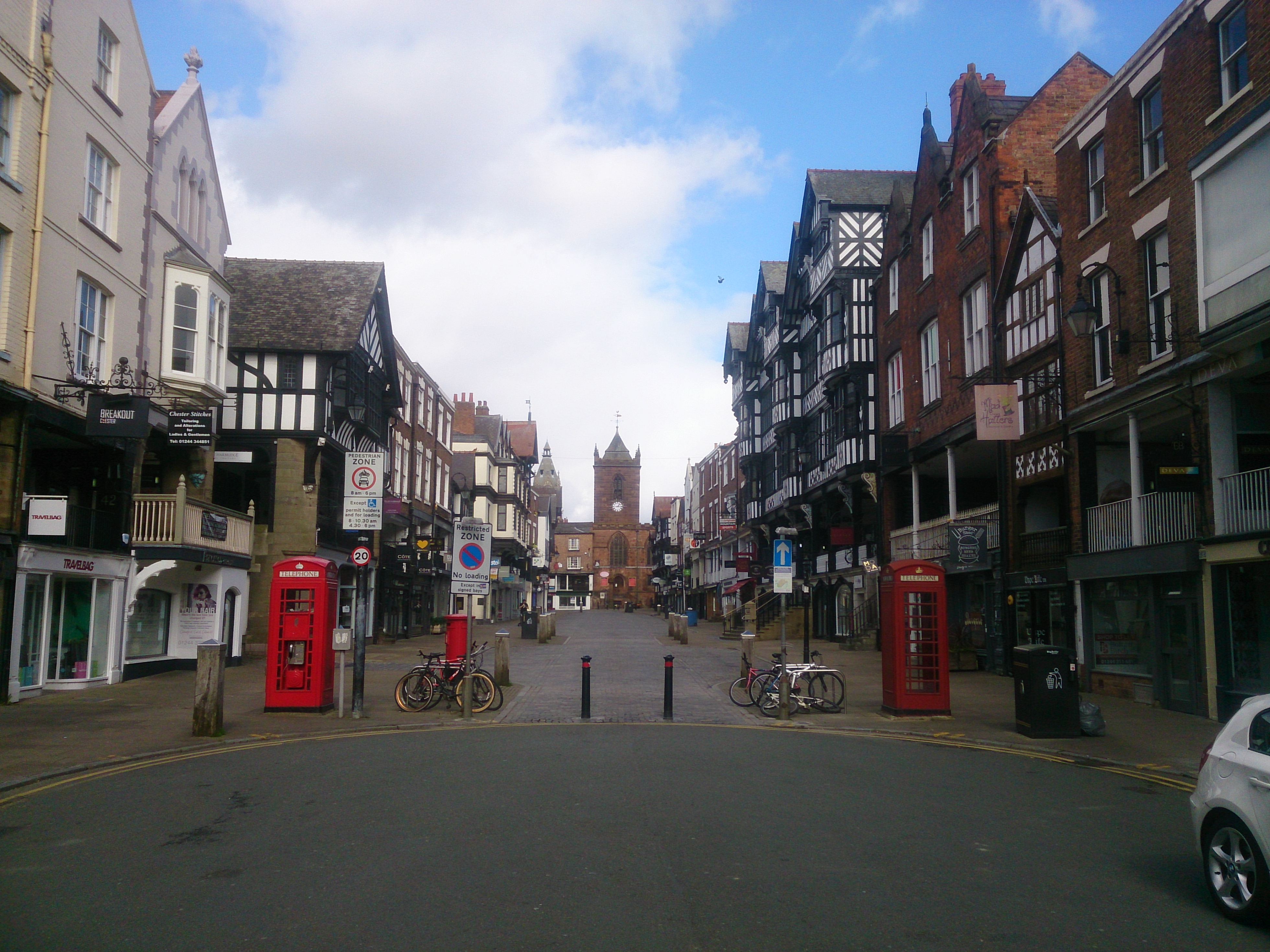
El centro de la ciudad de Chester durante el primer confinamiento en abril de 2020.

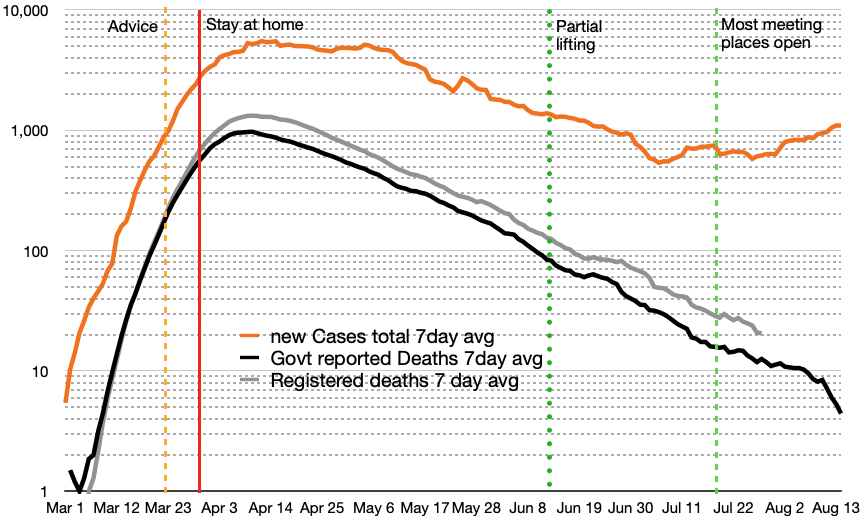
Nuevos casos y muertes por COVID-19 en el Reino Unido, con las fechas de confinamiento y su levantamiento parcial. Aquí se muestran tanto las cifras de muertes por COVID-19 confirmadas por pruebas como las cifras registradas por tres autoridades.

El anuncio inicial lo hizo Boris Johnson, con el acuerdo de los otros tres jefes de Gobierno. A las 8:30 p. m. el 23 de marzo de 2020, Johnson anunció una orden de quedarse en casa con efecto inmediato, aunque legalmente solo entró en vigor a la 1:00 p. m. del 26 de marzo de 2020, a través del Reglamento de Protección de la Salud (Coronavirus, Restricciones) (Inglaterra) de 2020.
Se ordenó el cierre de todos los comercios y servicios no esenciales en todo el Reino Unido y se concedieron a la policía poderes para imponer multas, enviar a casa a personas, especialmente a aquellas sospechosas de estar infectadas, y disolver reuniones de más de dos personas. Se ordenó a la población británica quedarse en casa, excepto para hacer ejercicio una vez al día (como correr, caminar o andar en bicicleta), comprar artículos esenciales, cualquier necesidad médica, brindar atención a una persona vulnerable o viajar al trabajo cuando el trabajo en cuestión fuera vital y no se pudiera hacer desde casa. Johnson afirmó que la orden de quedarse en casa se revisaría cada tres semanas. En colaboración con médicos generales, los cuatro organismos del NHS recomendaron encarecidamente (aunque no exigieron) que quienes corren mayor riesgo de sufrir complicaciones graves por COVID-19 sigan medidas especiales de protección. Estas incluían no salir de casa en absoluto, ni siquiera por razones esenciales, y mantener una distancia de dos metros de los demás miembros del hogar.
El 11 de mayo, tras el anuncio inicial del confinamiento, las normas a nivel de Reino Unido se fracturaron y los cuatro gobiernos del país anunciaron normas separadas en distintos momentos.

## Gales
El 26 de marzo, el Parlamento Galés (Senedd) aprobó el Reglamento de Protección de la Salud (Coronavirus, Restricciones) (Gales) de 2020, otorgando al Gobierno de Gales poderes de emergencia para abordar diversos aspectos de la gestión de la pandemia. Estos nuevos poderes incluyen la autoridad para:
- Recibir a personas o mantenerlas en cuarentena
- Restringir o prohibir las reuniones masivas
- Locales cercanos

El 26 de marzo, Snowdon y otras montañas galesas fueron cerradas al público, después de que un gran número de turistas se hubiera reunido en las montañas en los días anteriores, causando caos en el tráfico. Natural Resources Wales anunció más tarde que todos los sitios y senderos que pudieran tener una gran afluencia de personas o representar un alto riesgo serían cerrados.

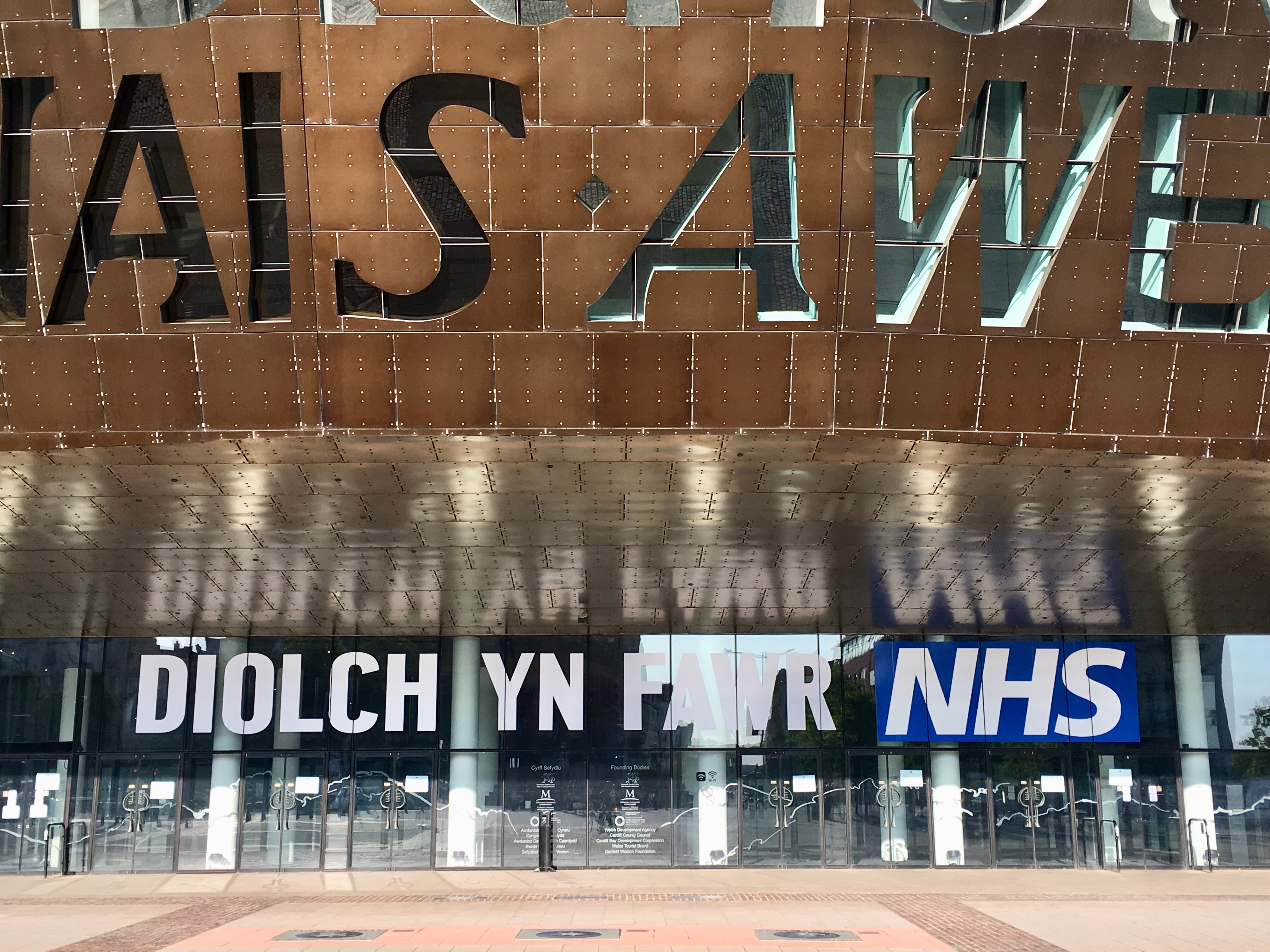
Diolch Yn Fawr NHS, Centro del Milenio de Gales.

El 27 de marzo, la Policía del Norte de Gales estaba patrullando la frontera entre Gales e Inglaterra porque los visitantes ignoraban las instrucciones de quedarse en casa y viajaban a Gales. En muchos casos la policía detenía los coches que entraban desde Inglaterra; un control fronterizo de este tipo no había existido entre Gales e Inglaterra desde el siglo XVI.
El 8 de mayo, el ministro principal Mark Drakeford anunció que el confinamiento por la COVID-19 en Gales se extendería por tres semanas más. También anunció cambios «modestos» en las medidas ya vigentes: se permitiría la reapertura de algunos centros de jardinería y la gente podría hacer ejercicio al aire libre más de una vez al día, siempre que se mantuvieran en el mismo lugar.
El 3 de junio, comenzaron las reuniones informativas del Gobierno de Gales (más tarde denominadas «conferencias de prensa») en una serie que fue establecida por el Gobierno de Gales como una forma de difundir nueva información a la gente de Gales con respecto a la pandemia de COVID-19 en Gales. Estas fueron colocadas bajo una licencia abierta CC BY-SA.
Las restricciones se aliviaron aún más mediante un anuncio el 31 de julio, que confirmó que los pubs y restaurantes podrían abrir espacios interiores el 3 de agosto. Hasta treinta personas podrán reunirse al aire libre y los niños menores de 11 años ya no tendrán que mantener una 2 metros (6,6 pies) de distancia de cualquier persona. Las boleras cubiertas, las casas de subastas y las salas de bingo pudieron reabrir, mientras que las piscinas, gimnasios, centros de ocio y áreas de juego cubiertas pudieron reabrir a partir del 10 de agosto, todo con distanciamiento social.
Hacia fines de agosto, aumentaron las preocupaciones sobre un posible segundo pico de infecciones, después de que los pasajeros que llegaban al Aeropuerto Internacional de Cardiff desde el extranjero dieran positivo para el virus. El operador de vuelo, TUI Group, fue criticado por no exigir el uso de mascarillas durante el vuelo. El Ministro de Salud, Vaughan Gething, reveló más tarde que 30 casos habían sido relacionados con cuatro vuelos al Reino Unido desde la isla de Zacinto, y los gobiernos galés y escocés presionaron al gobierno del Reino Unido para que la isla se incluyera en la lista de destinos de cuarentena para el Reino Unido en su conjunto.

### Cortafuegos
El 19 de octubre, el Gobierno galés anunció que se impondría un segundo confinamiento nacional, descrito como «cortafuegos», desde el 23 de octubre hasta el 9 de noviembre, coincidiendo con las vacaciones escolares de mitad de trimestre, que se extenderían una semana en los colegios y para los estudiantes de 9.º año (13 a 14 años) y superiores, con la esperanza de reducir el número de casos de coronavirus. El ministro principal anunció que todos los pubs, restaurantes y tiendas no esenciales permanecerían cerrados durante ese período.
Después del cortafuegos, las normas se estandarizaron en todo Gales y se abolieron las restricciones localizadas. A partir del 9 de noviembre, los pubs, restaurantes y cafés reabrieron sus puertas y se permitió que grupos de hasta cuatro personas (sin contar a los niños menores de once años) de diferentes hogares se reunieran en ellos; el toque de queda a las 22:00 horas para la venta de alcohol se mantuvo. También reabrieron los comercios no esenciales. Dos hogares podrían formar una burbuja (interactuar cuando lo desearan) mientras que cualquier número de niños menores de once años y hasta 15 o 30 personas mayores de esa edad podrían participar en eventos organizados en interiores y exteriores respectivamente. Se levantaron las restricciones de viaje dentro de Gales, aunque las visitas no esenciales a otras partes del Reino Unido o al extranjero siguieron prohibidas.

### Tercer confinamiento
Anunciado el 16 de diciembre, el Gobierno de Gales planeó entrar en un confinamiento total inmediatamente después del período navideño de cinco días (del 23 al 27 de diciembre) el 28 de diciembre. Sin embargo, el 19 de diciembre de 2020, se anunció que Gales entraría en un confinamiento total (o restricciones de «nivel 4») inmediatamente a la medianoche del 20 de diciembre. Las circunstancias del último confinamiento se revisaron cada tres semanas, pero no se anunció ninguna fecha de finalización.
Esto siguió a la aparición de una nueva variante de COVID-19 en el Reino Unido. Los planes originales conjuntos de restricciones relajadas del 23 al 28 de diciembre estaban en vigor para todo el Reino Unido, pero esto se modificó para que el único período relajado consistiera en el día de Navidad, en el que solo se permitirá que se reúnan dos hogares. Antes y después del día de Navidad no estaba permitido reunirse en espacios interiores con personas de distintos hogares. Quienes se reúnan con personas de otros hogares al aire libre deberán permanecer al menos a 2 metros de distancia entre sí y usar EPP.

## Irlanda del Norte
El 15 de abril, Arlene Foster, ministra principal de Irlanda del Norte, extendió el período de confinamiento en Irlanda del Norte hasta el 9 de mayo, tras confirmarse 121 nuevos casos y 6 nuevas muertes.
El 7 de mayo, el Ejecutivo de Irlanda del Norte se reunió para discutir una hoja de ruta para poner fin a las restricciones del confinamiento, y se espera que se haga un anuncio durante la semana que comienza el 11 de mayo.

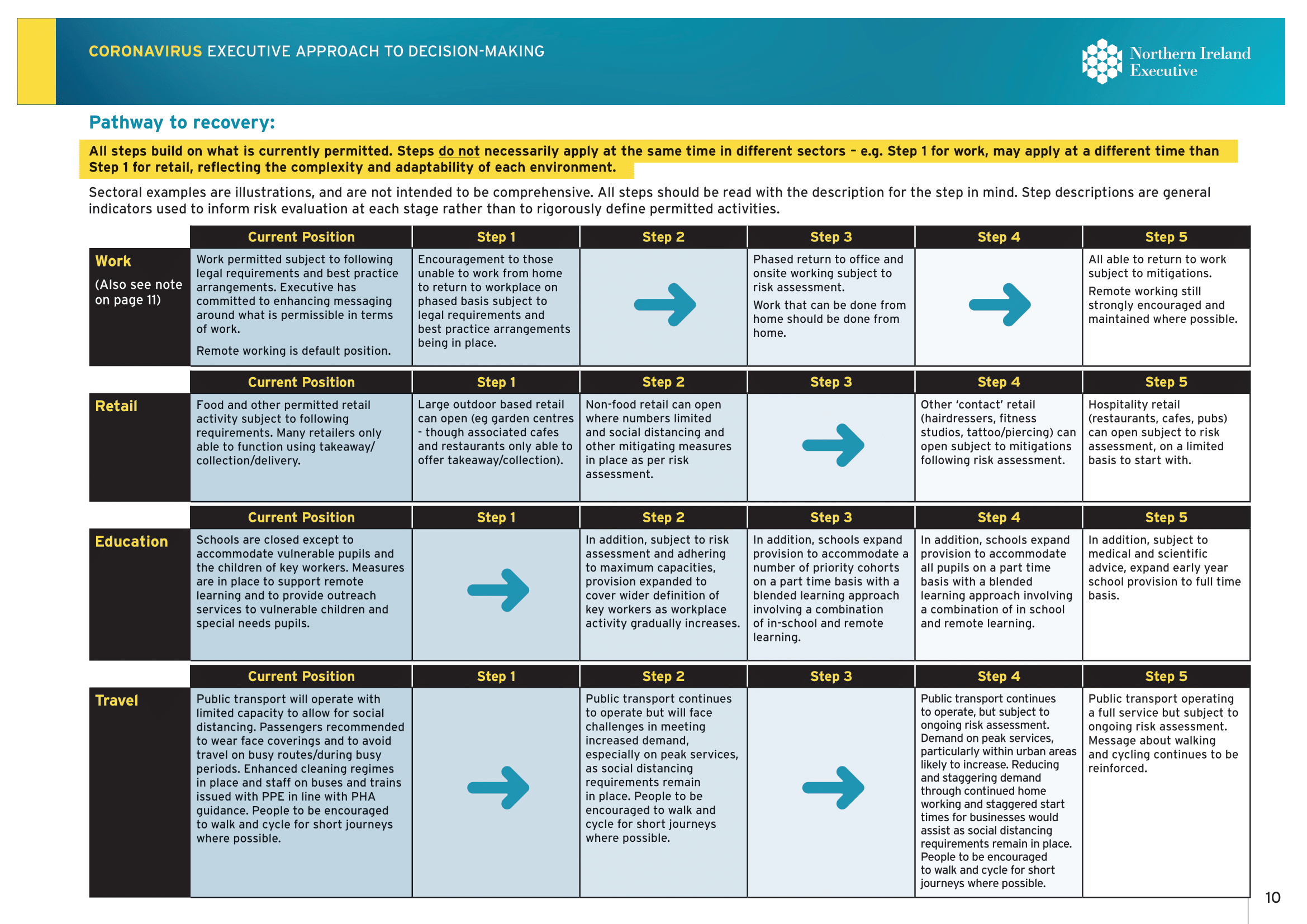
Hoja de ruta del Ejecutivo de Irlanda del Norte para salir del confinamiento.

El 18 de mayo, el Ejecutivo de Irlanda del Norte activó algunos aspectos de la primera fase y permitió la apertura de centros de jardinería y reciclaje. Sin embargo, ese mismo día se anunció que el martes 19 de mayo se activarían otras medidas de la primera etapa, como la posibilidad de reunirse al aire libre para grupos de hasta seis personas que no compartan el hogar y la posibilidad de celebrar servicios religiosos privados.
El 15 de junio, el Ejecutivo anunció una mayor flexibilización del confinamiento, esta vez centrándose en el sector hotelero, y se permitirá la apertura de hoteles, restaurantes y bares que vendan comida o tengan una gran cervecería al aire libre a partir del 3 de julio de 2020.
El 25 de junio se anunció que Irlanda del Norte reduciría su regla de distanciamiento social de 2 metros a 1 metro. A finales de junio, había un total de 5760 casos confirmados de COVID-19 en Irlanda del Norte, con 551 muertes.
En julio se produjo una mayor relajación de las normas sobre el COVID-19, con casas de apuestas, clubes privados, restaurantes, museos y sitios turísticos abriendo el 3 de julio y servicios de salón y de contacto cercano el 6 de julio. El 10 de julio se permitieron los gimnasios interiores, los parques infantiles al aire libre, las bodas y bautizos, el bingo, los cines y los deportes de competición a puerta cerrada. A esto le siguieron bibliotecas y centros de ocio en interiores. El 10 de julio, el uso de mascarillas se volvió obligatorio en el transporte público en Irlanda del Norte, con excepción de las personas con una condición médica, los niños menores de 13 años y en el transporte escolar.
El 5 de agosto se anunció que todos los alumnos volverán a la escuela cinco días a la semana de manera normal al comienzo del período lectivo en septiembre. El ministro de Educación, Peter Weir, anunció que los años 1 a 10 volverán a clases en burbujas protegidas, con movimientos minimizados entre clases para los años 11 a 14.
El 20 de agosto, el Ejecutivo anunció que se reintroducirían algunas restricciones tras el aumento de casos en los últimos días. Las restricciones anunciadas incluyeron la reducción de las reuniones en interiores de 10 a seis personas y de las reuniones al aire libre de 30 a 15.
El 10 de septiembre, el Ejecutivo de Irlanda del Norte impuso nuevas restricciones a las visitas domiciliarias en Ballymena y partes de Glenavy, Lisburn y Crumlin, tras un aumento de casos de COVID-19 en esas zonas. A partir de la semana siguiente, las personas que viven en esas áreas estarán limitadas a reuniones sociales de seis personas y se les recomendará no viajar fuera de esas áreas. El Ejecutivo también anunció una mayor flexibilización de las restricciones a nivel nacional en Irlanda del Norte, como la reapertura de bares el 21 de septiembre.

### Medidas cortocircuito
El 14 de octubre, el Ejecutivo de Irlanda del Norte anunció un nuevo confinamiento «cortocircuito» que entrará en vigor el viernes 16 de octubre y durará cuatro semanas. El viernes 16 de octubre, Irlanda del Norte inició un confinamiento parcial.
El 3 de diciembre, el Ejecutivo acordó aliviar las restricciones el 11 de diciembre. Los comercios minoristas no esenciales, los negocios con contratos cerrados, las iglesias y los gimnasios pueden reabrir con distanciamiento social y observando algunas limitaciones. Partes de la industria hotelera pueden reabrir, como cafés, restaurantes y bares que sirven comida, pero deben cerrar a las 23:00, los bares deben permanecer cerrados.

### Confinamientos posteriores
El 17 de diciembre, el ejecutivo de Irlanda del Norte anunció que el país entraría en confinamiento a partir del 26 de diciembre. Esto implicó el cierre de todos los comercios minoristas y de hostelería no esenciales. El sistema de burbuja navideña se mantuvo vigente. Debido a la propagación de una nueva variante de COVID-19 en Irlanda del Norte, el Ejecutivo endureció aún más las restricciones el 5 de enero de 2021. Desde el viernes 8 de enero se convirtió en ley una orden de quedarse en casa, lo que significa que las personas solo pueden salir de casa por necesidades médicas o alimentarias, hacer ejercicio y trabajar desde casa. También se anunciaron restricciones adicionales para las escuelas con alumnos de educación infantil, primaria y secundaria que realizan aprendizaje remoto hasta después de las vacaciones de mitad de período a mediados de febrero de 2021.

## Escocia

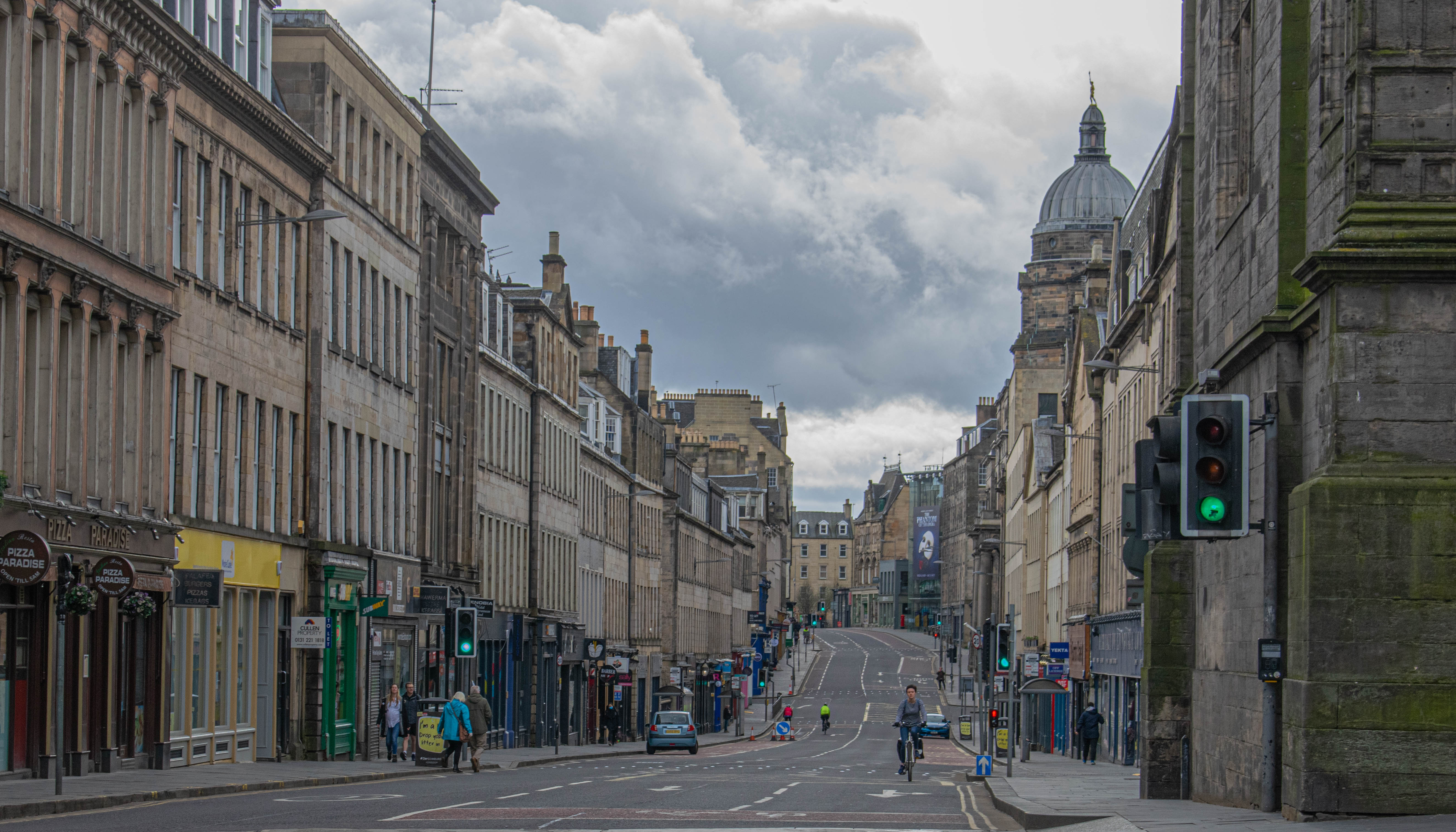
South Bridge, Edimburgo en abril de 2020.

El 20 de marzo, el Gobierno escocés ordenó el cierre de cafés, pubs y restaurantes.
El 6 de abril, la Ley de Coronavirus (Escocia) de 2020, que se presentó como proyecto de ley de emergencia en el Parlamento escocés el 31 de marzo de 2020, obtuvo la sanción real y se convirtió en ley.
El 16 de abril, tras revisar el confinamiento con todos los países del Reino Unido, se decidió extenderlo tres semanas más, hasta el 7 de mayo. La Primera Ministra, Nicola Sturgeon, declaró en su informe diario: «Quiero destacar que la noticia es positiva [...] Los primeros indicios son que las restricciones del confinamiento han resultado en una desaceleración en la tasa de transmisión comunitaria del virus».
El 8 de mayo, la ministra principal Nicola Sturgeon informó que había cierto reconocimiento de que cada una de las cuatro naciones del Reino Unido podría avanzar a diferentes velocidades con respecto a la flexibilización del confinamiento y que no se la presionaría para levantar las restricciones prematuramente.
El 11 de mayo, en un discurso nacional a Escocia con motivo del comienzo de la séptima semana de confinamiento, Sturgeon pidió a la nación «que se mantenga en confinamiento un poco más, para que podamos consolidar nuestro progreso, no ponerlo en peligro [...] No arriesgaré muertes innecesarias actuando precipitadamente o de forma prematura».
El 21 de mayo, la ministra principal Sturgeon esbozó una «hoja de ruta» de cuatro fases para aliviar las restricciones del confinamiento en Escocia. El mapa de ruta permitió que en la primera fase las personas se reunieran al aire libre con personas de otros hogares. El confinamiento se aliviaría a partir del 28 de mayo, siempre que el número de nuevos casos de COVID-19 siguiera disminuyendo. Las escuelas en Escocia reabrirían el 11 de agosto, cuando los estudiantes recibirían un «modelo combinado» de estudio a tiempo parcial en la escuela combinado con algo de aprendizaje en casa.
El 28 de mayo, la ministra principal Sturgeon anunció una flexibilización del confinamiento en Escocia. A partir del día siguiente, la gente pudo reunirse con amigos y familiares al aire libre en grupos de no más de ocho personas, pero manteniendo una distancia de dos metros.
El 19 de junio, se suavizaron las restricciones del confinamiento para permitir la reunión al aire libre de hasta 8 personas de otros dos hogares, manteniendo el distanciamiento social. Las personas solteras o con hijos podrán reunirse con personas de otro hogar en espacios interiores sin distanciamiento social. Se hizo obligatorio el uso de mascarillas en el transporte público. Se permitía hacer ejercicio a menos de cinco millas de la casa.
El 29 de junio, se flexibilizó aún más el confinamiento, permitiéndose la apertura de lugares de trabajo interiores, la apertura de comercios minoristas y mercados al aire libre con acceso a la calle, la apertura de áreas de juegos deportivos al aire libre, zoológicos y parques, se permiten los matrimonios al aire libre y la gente puede mudarse de casa, todo ello con distanciamiento social.
El 3 de julio se levantó la prohibición de viajar a 8 kilómetros y se permitió que los alojamientos vacacionales independientes volvieran a abrir sus puertas. Se permitieron las visitas de un «visitante clave» a las residencias de ancianos, pero las reuniones debían realizarse al aire libre y mantener una distancia de 2 metros. Los jóvenes menores de 12 años no estaban obligados a mantener el distanciamiento social y los de 12 a 17 años podían reunirse en grupos de hasta 8 personas siempre que se mantuviera el distanciamiento social. Los jardines de cerveza y los cafés al aire libre pudieron abrir a partir del 6 de julio. A partir del 10 de julio es obligatorio el uso de mascarillas en los comercios.

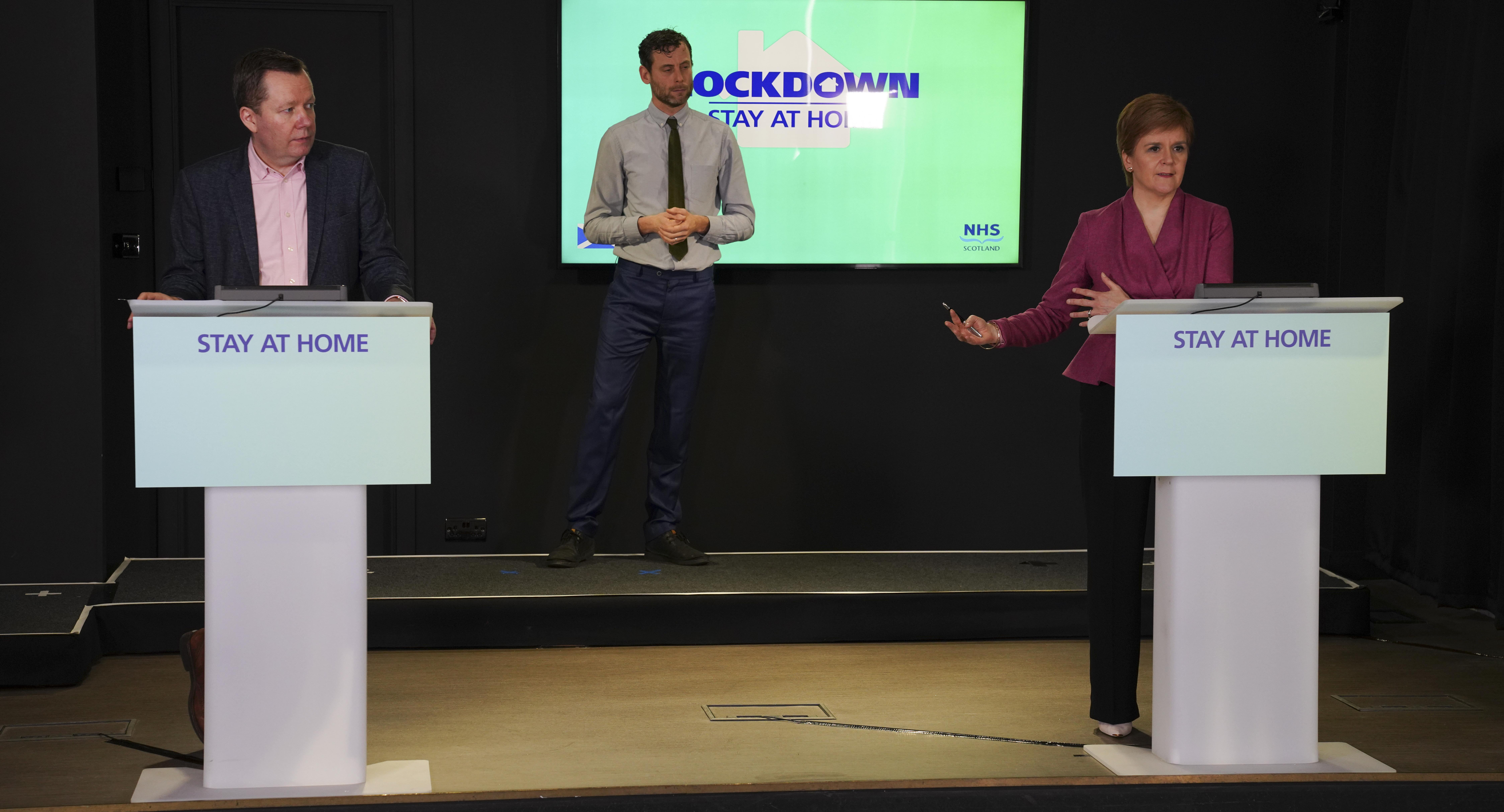
Jason Leitch y Nicola Sturgeon ofrecen una conferencia de prensa sobre COVID-19 en enero de 2021.

El 10 de julio se puso en marcha el sistema de Puente Aéreo. No se requirió autoaislamiento para las personas que regresaron de cualquiera de los 57 países. Esta lista era similar, pero menos, que la lista de Puentes Aéreos de Inglaterra y Gales. Se permitió que hasta 15 personas de cinco hogares diferentes se reunieran al aire libre, manteniendo una distancia social de 2 metros. Se permitió que hasta ocho personas de tres hogares se reunieran en espacios interiores y personas de fuera del hogar podían pasar la noche.
El 11 de agosto los alumnos regresaron a las escuelas. No necesitaban distanciarse socialmente, pero los profesores tenían que usar mascarillas si estaban cerca de otros y mantener distancia social de otros profesores. A partir del 31 de agosto, los alumnos de las escuelas secundarias estuvieron obligados a usar mascarillas en pasillos, comedores y otras zonas comunes.
El 22 de septiembre, la ministra principal Sturgeon anunció restricciones a nivel nacional que entraron en vigor el viernes 25 de septiembre. Estas restricciones afectaron los horarios de cierre de bares y las reuniones dentro de los hogares.
El 2 de noviembre se introdujo en Escocia un nuevo sistema de cinco niveles, que introdujo nuevas restricciones específicas para diferentes regiones del país.
El 4 de enero de 2021, Sturgeon anunció un confinamiento en Escocia que entró en vigor a medianoche.

## Inglaterra

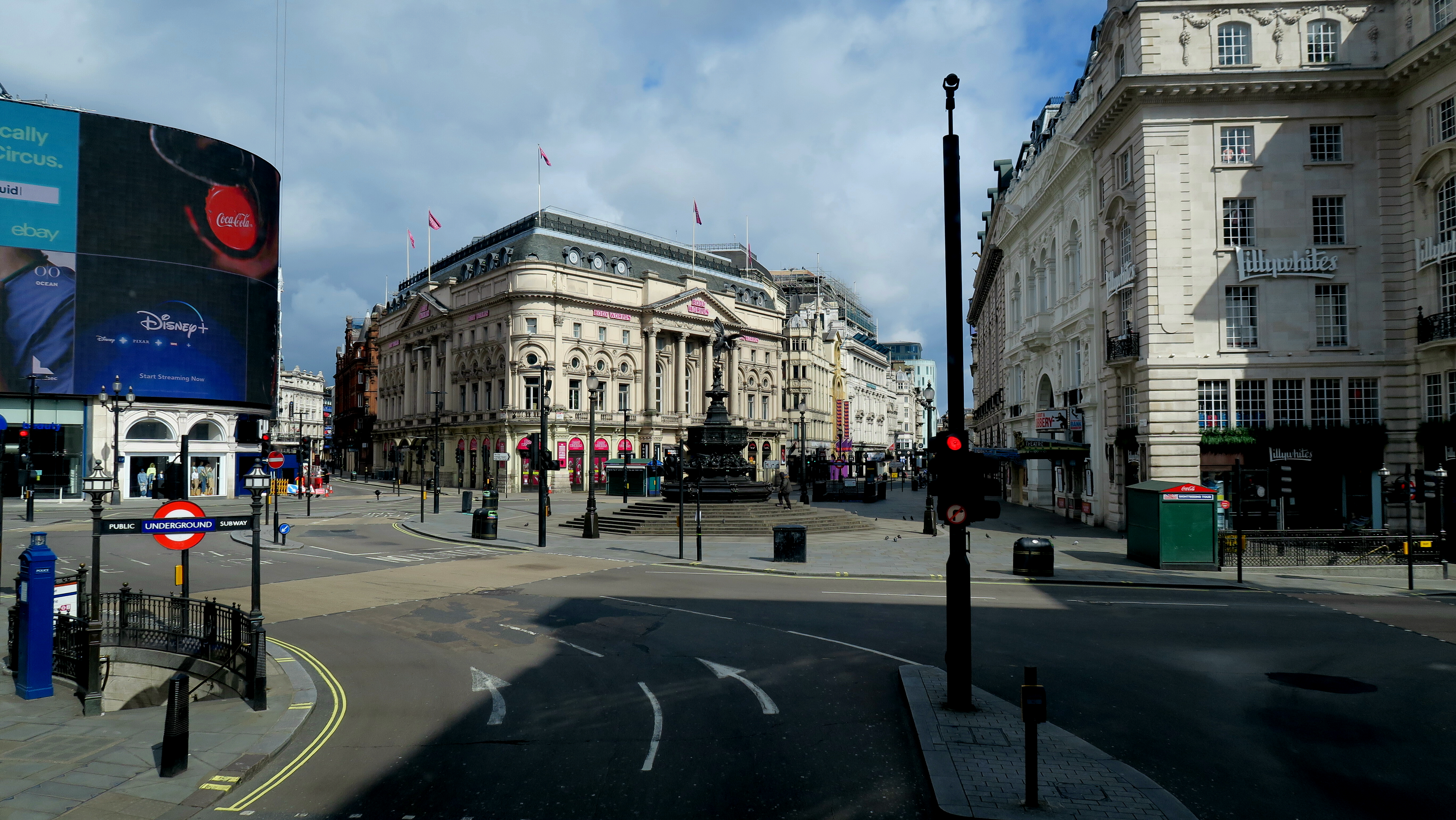
Piccadilly Circus en Londres durante el primer confinamiento por la COVID-19.

El confinamiento de principios de 2020 tuvo un impacto significativo en la economía, reduciéndola en una quinta parte, es decir, un 20%. El confinamiento «cortacircuitos», que se espera que sea relativamente menos intenso, podría afectar a la economía en un 5% o más. Según Capital Economics, el tiempo estimado necesario para que la economía vuelva a los niveles previos a la pandemia es de un año, hasta 2023.
Se alentó a aquellos que no podían trabajar desde casa, incluidos específicamente los trabajadores de la construcción y la manufactura, a regresar al trabajo aunque evitando el uso del transporte público. Además, se levantó el límite de ejercicio de una vez al día. Se introdujo el sistema de niveles de amenaza de la COVID-19 y se anunció que la fase «Quédese en casa» sería equivalente al Nivel 4 (donde 1 significaba «no se tiene conocimiento de la presencia de la COVID-19 en el Reino Unido» y 5 significaba «la circulación de la COVID-19 es alta y está aumentando exponencialmente y existe un riesgo material de que la atención médica se vea desbordada»).
El 13 de mayo de 2020, en Inglaterra se permitió reunirse con otra persona que no perteneciera a su hogar al aire libre, manteniendo una distancia social de 2 metros, y desde el 28 de mayo, grupos de hasta seis personas de diferentes hogares pudieron reunirse al aire libre, manteniendo una distancia segura.
A partir del 1 de junio de 2020, se alentó a las escuelas primarias inglesas a reabrir para Recepción, Año 1 y Año 6, y se informó a las personas extremadamente vulnerables que estaban aisladas en sus hogares que era seguro salir para hacer ejercicio socialmente distanciado una vez al día, por primera vez en aproximadamente dos meses.
A partir del 15 de junio de 2020, se reabrieron los comercios minoristas no esenciales y se pidió a las escuelas secundarias inglesas que se prepararan para brindarles a los estudiantes de Year 10 y Year 12 algunas reuniones presenciales para respaldar su aprendizaje en el hogar para los próximos exámenes esenciales del próximo año. También se volvió obligatorio el uso de mascarillas en entornos de atención médica y en el transporte público.
El 24 de junio, el Gobierno emitió documentos de orientación largamente esperados para pubs, bares, restaurantes, hoteles y otros locales con licencia, detallando cómo los locales con licencia podrían abrir de forma segura y al mismo tiempo minimizar el riesgo de propagación de COVID-19 (aplicable solo en Inglaterra).

### Confinamientos locales
A partir del sábado 4 de julio de 2020, se permitió la reapertura de la mayoría de los demás negocios, excepto aquellos considerados de mayor riesgo, como los gimnasios interiores, y se relajaron aún más las normas de reunión social. Lo más notable es que la regla de los dos metros se flexibilizó a un metro de distancia, mientras que se empezaron a utilizar otras medidas de mitigación, como el uso de mascarillas. La única medida legal que permaneció, a excepción del uso de mascarillas en el transporte público y en la atención médica, fue un límite legal superior de 30 personas para las reuniones (excepto en áreas de «confinamiento local», ver más abajo), pero se aconsejó a las personas que limitaran las reuniones a dos hogares en cualquier entorno interior o exterior, público o privado, o a un máximo de seis, solo al aire libre, cuando las personas reunidas fueran de más de dos hogares.
El sábado 15 de agosto de 2020, se permitió la reapertura de la mayoría de los demás negocios, incluidos teatros, casinos y boleras. Sin embargo, los clubes nocturnos y lugares de entretenimiento sexual permanecieron cerrados.
Las escuelas reabrieron a tiempo completo a partir de septiembre de 2020 y, a partir del miércoles 9 de septiembre, se emitió un recordatorio al público que se lave o desinfecte las manos con frecuencia, use una cubierta facial en espacios cerrados y mantenga una distancia de un metro o más de los demás, además de dejar entrar aire fresco en los espacios públicos.

### Sistema de primer nivel
A partir del 17 de octubre de 2020, el gobierno del Reino Unido anunció que Londres, entre otras áreas, pasaría a las restricciones de Nivel 2, luego de un aumento en los casos, prohibiendo que las personas se reúnan en espacios cerrados de forma privada.

### Segundo confinamiento
Siete días después del confinamiento en Gales, el sábado 31 de octubre de 2020, se anunció que un confinamiento parcial comenzaría en Inglaterra a partir del 5 de noviembre de 2020, que duraría 4 semanas hasta el 2 de diciembre inclusive.

### Sistema de segundo nivel y tercer confinamiento
Durante el mes de noviembre, las pruebas asintomáticas masivas redujeron la tasa de casos en Liverpool lo suficiente como para que pasara del nivel 3 al nivel 2.
Después de eso, se puso en marcha un nuevo enfoque escalonado, que se revisará el 16 de diciembre (y cualquier cambio entrará en vigor tres días después). Durante cinco días del período navideño (del 23 al 27 de diciembre), se relajarán estas restricciones, lo que permitirá que tres hogares se reúnan y formen una «burbuja» protectora durante este período. Sin embargo, este no fue el caso para los residentes de Londres y sus alrededores, ya que se introdujo un «Nivel 4» más estricto para combatir el aumento de casos.
El lunes 4 de enero de 2021, los cuatro directores médicos y el director médico del NHS England recomendaron que se aumentara el nivel de alerta de COVID del nivel 4 al nivel 5, indicando que existía un riesgo material de que los servicios de atención médica se vieran abrumados. Más tarde ese día, Boris Johnson anunció un confinamiento nacional en Inglaterra, poniendo efectivamente a toda Inglaterra en «Nivel 4», que entró en vigor legalmente a las 00:01 del 5 de enero de 2021.

### Medidas de levantamiento
El lunes 22 de febrero de 2021, el Gobierno del Reino Unido publicó su plan de cuatro pasos para aliviar las restricciones del confinamiento en Inglaterra. El primer paso del plan, que entre otras facilidades preveía la reapertura de las escuelas, entró en vigor el lunes 8 de marzo. La segunda etapa, que incluyó actividades al aire libre y pruebas de actividades en interiores, entró en vigor el lunes 12 de abril. La tercera medida, que permitió la reunión limitada en espacios cerrados y la reapertura de locales de hostelería interiores, entró en vigor el lunes 17 de mayo.